# Toropol
Toropol – lodowisko w Opolu.

## Lokalizacja
Lodowisko Toropol znajduje się we wschodniej części miasta na Wyspie Pasieka, w sąsiedztwie opolskiego amfiteatru.

## Charakterystyka
Na lodowisku TOROPOL swoje mecze domowe rozgrywa hokejowa drużyna Orlika Opole oraz trenują łyżwiarki oraz zawodnicy short tracku.

## Historia
Sztuczne Lodowisko TOROPOL zostało otwarte w 1961 roku. W latach 70. obiekt przeszedł gruntowną modernizację. W 1997 roku z powodu powodzi tysiąclecia zostało zalane. Dzięki gruntownemu remontowi obiekt udało się otworzyć w styczniu 1998 i w dodatku wdrożono nową i bezpieczną technologię mrożenia płyty. Dnia 8 lutego 1998 roku odbył się mecz towarzyski między reprezentacją Polski a reprezentacją Kanady, w którym górą okazali się goście (1:3). Lodowisko o wymiarach 30m x 60m jest podstawowym miejscem treningów oraz rozgrywek dla sekcji hokeja na lodzie (mecze rozgrywka drużyna Orlika Opole), short-tracku oraz łyżwiarstwa figurowego.

## Dane ogólne
- Nazwa: Toropol
- Adres:  ul. Barlickiego 13, 45-083 Opole
- Pojemność: 3000
- Wymiary tafli lodowiska: 60 m x 30 m[2]
- Zaplecze hali:
  - Hotel
  - Restauracja
  - Kawiarnia
  - Siedziba MOSiR-u Opole
  - Siedziba Wojewódzkiego Zrzeszenia LZS
  - Siedziba Opolskiego Okręgowego Związku Hokeja Na Lodzie
  - Agencja reklamowa "Profil"
  - Parking

## Najpopularniejsze wydarzenia
- 8 lutego 1998: Mecz towarzyski w hokeju na lodzie mężczyzn:  Polska -  Kanada – 1:3
- 5 kwietnia 1998: Mecz towarzyski w hokeju na lodzie mężczyzn:  Polska -  Dania – 3:2
- 10 kwietnia 1998: Mecz towarzyski w hokeju na lodzie mężczyzn:  Polska -  Ukraina – 1:3
- 25 października 2001: Mecz towarzyski w hokeju na lodzie mężczyzn:  Polska -  Team Kanada/Lloydminster Order Kings – 7:6
- 7 sierpnia 2010: Mecz towarzyski w hokeju na lodzie mężczyzn:  Polska U-20 -  Rosja U-20 – 2:10
- 8 sierpnia 2010: Mecz towarzyski w hokeju na lodzie mężczyzn:  Polska U-20 -  Rosja U-20 – 2:8
- 2 września 2010: Mecz towarzyski w hokeju na lodzie mężczyzn:  Polska -  Francja – 2:3
- 17-19 grudnia 2004: Mistrzostwa Polski w Łyżwiarstwie Figurowym 2005
- 6-7 października 2007: Moskiewska Rewia na Lodzie
- Mecze EURO 2008 na telebimach
- 24-26 lutego 2017: Mistrzostwa Polski w Short Tracku 2017
- Opolska Gala Żużla na Lodzie
- Ferie w mieście
- Ferie na Plus

## Galeria

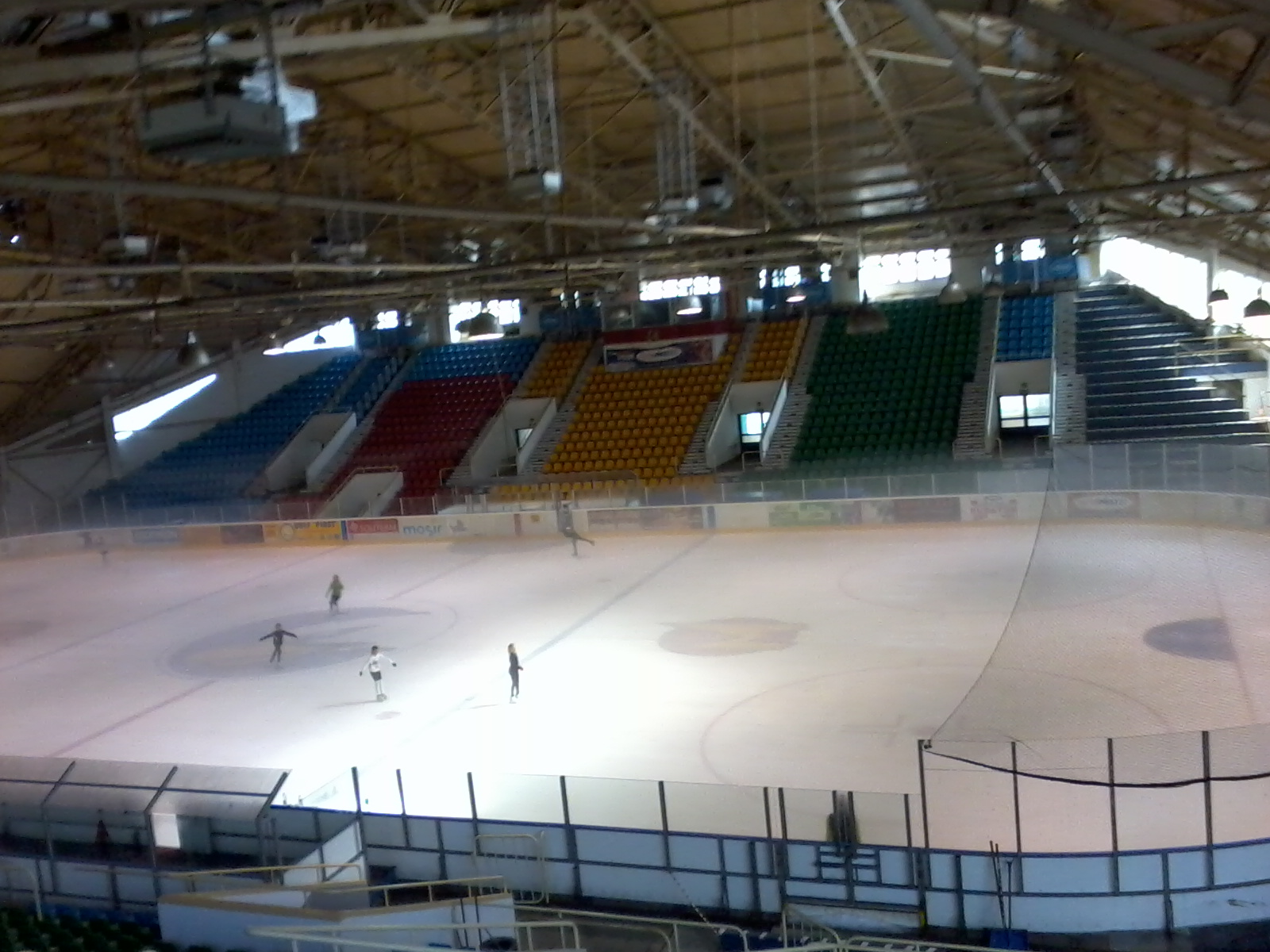
Wnętrze lodowiska
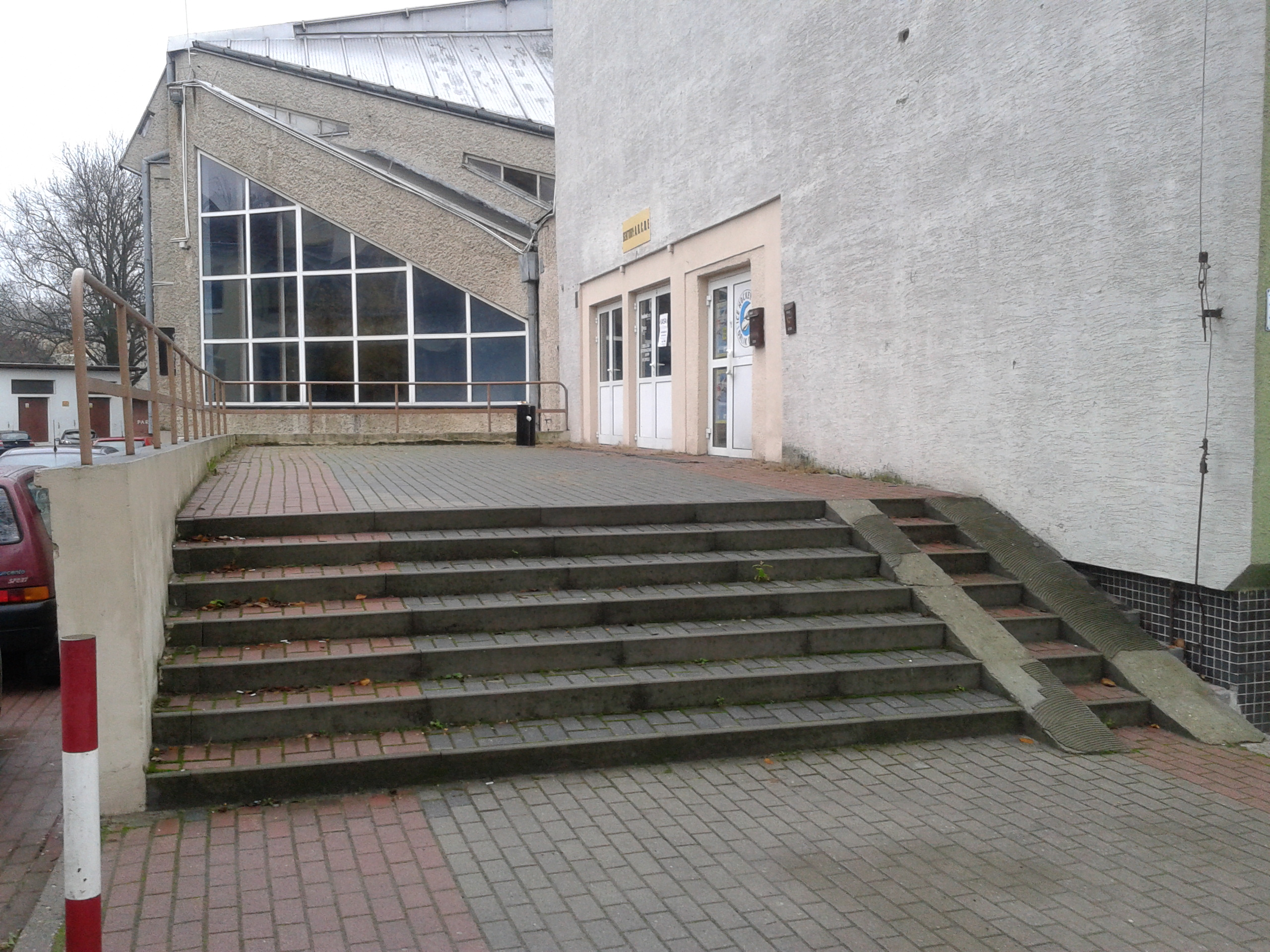
Wejście na trybuny 1
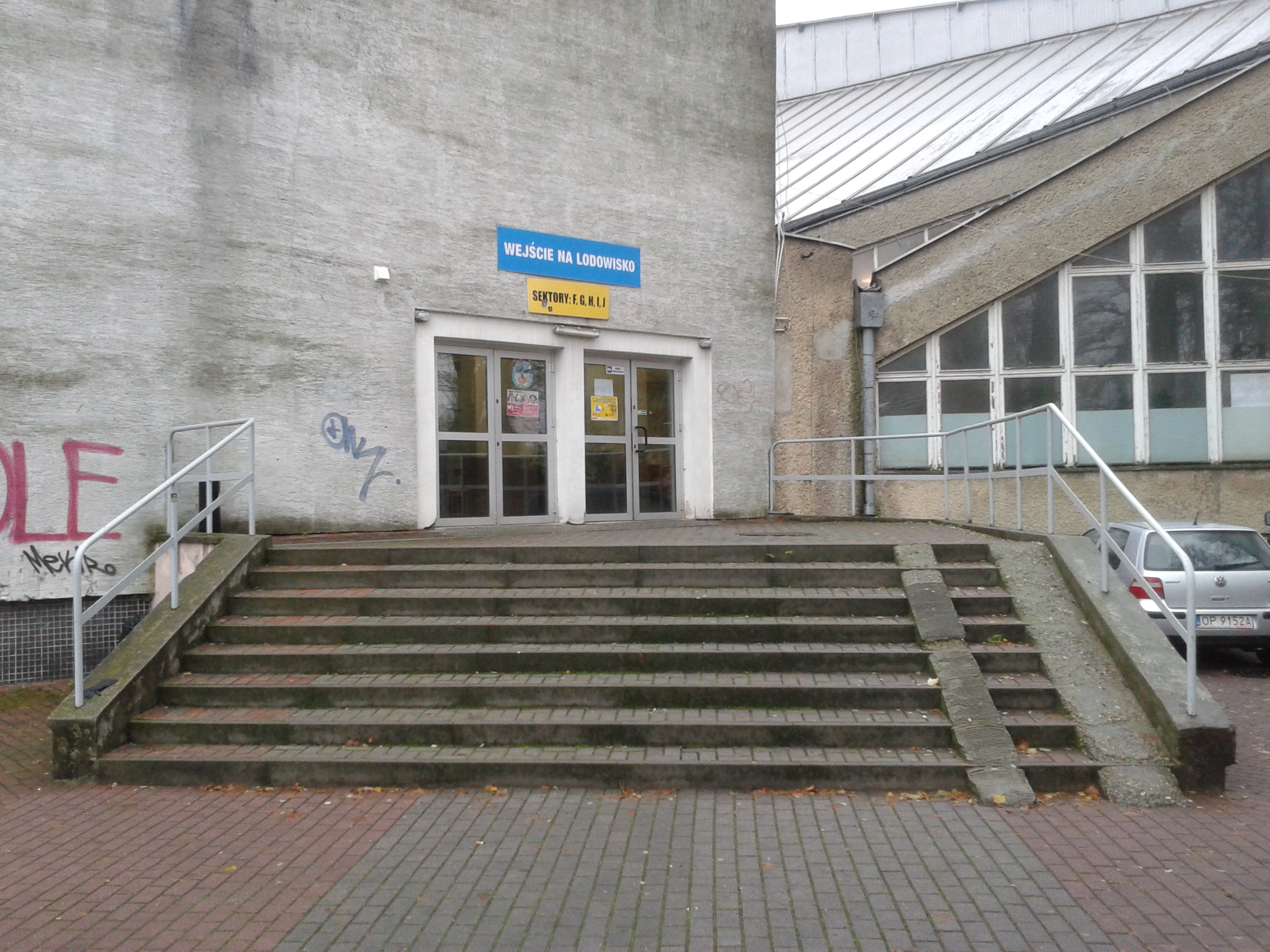
Wejście na trybuny 2